# Friedrich Wilhelm Pixis
Friedrich Wilhelm Pixis (ur. 12 marca 1785 w Mannheimie, zm. 20 października 1850 w Pradze) – niemiecki skrzypek, dyrygent, kompozytor i pedagog.

## Życiorys
Brat Johanna Petera Pixisa. Początkowo kształcił się u ojca, organisty Friedricha Wilhelma Pixisa. Następnie był uczniem Ignaza Fränzla. Od 1796 roku koncertował wspólnie z bratem, odwiedził m.in. Polskę, Rosję i Danię. W 1798 roku przez pewien czas przebywał w Hamburgu, gdzie pobierał lekcje u Giovanniego Battisty Viottiego. Po 1806 roku pobierał lekcje kompozycji u Johanna Georga Albrechtsbergera w Wiedniu. Od 1810 roku mieszkał na stałe w Pradze, gdzie był dyrygentem orkiestr teatralnych oraz wykładowcą Konserwatorium Praskiego. W 1831 roku odwiedził go Fryderyk Chopin. Do grona jego uczniów należeli Raimund Dreyschock i Jan Kalivoda.
Skomponował m.in. Koncert skrzypcowy, Sonatę skrzypcową oraz wariacje na temat War’s vielleicht um ein na skrzypce i orkiestrę.